# Официальная оппозиция (Великобритания)

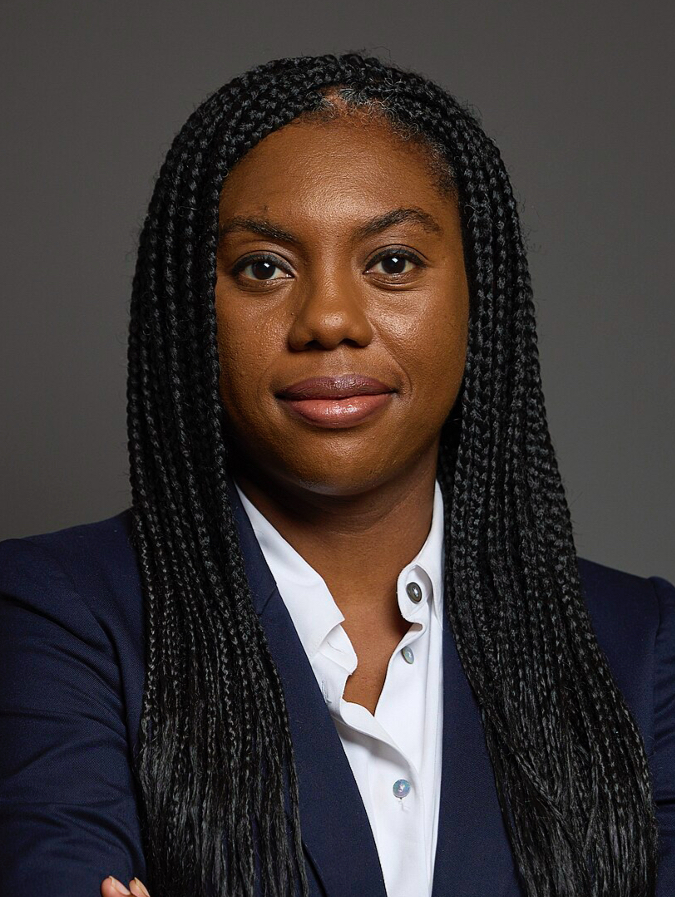
Кеми Баденок — лидер Официальной оппозиции

Верная оппозиция Его Величества (англ. His Majesty’s Most Loyal Opposition), или Официальная оппозиция (англ. Official Opposition) в Соединённом Королевстве, как правило, представляет собой вторую по величине политическую партию в палате общин (так как первая по величине обычно образует Правительство Его Величества) и возглавляется лидером официальной оппозиции. По результатам последних парламентских выборов с июля 2024 года официальной оппозицией является Консервативная партия Великобритании, её лидер — Кеми Баденок.
Хотя термин «оппозиция» вошёл в употребление в 1730-х годах, более вежливое и ироничное название «Оппозиция Его (Её) Величества» возникло в начале XIX века, ещё перед принятием современной двухпартийной системы, когда Парламент состоял больше из отдельных интересов, связей и фракций, нежели из согласованных политических партий, что можно наблюдать сейчас (хотя Виги и Тори всё же были двумя основными партиями). В 1826 году в одной из речей в палате общин Джон Хобхауз в шутку сказал министру иностранных дел Джорджу Каннингу: «Говорят, что Министрам Его Величества трудно делать возражения такого характера, но ещё труднее Оппозиции Его Величества убеждать их принять этот курс».